# 岩城常隆 (下総守)
岩城 常隆（いわき つねたか）は、室町時代から戦国時代にかけての武将。岩城氏11代当主。陸奥国大館城主。

## 略歴
岩城親隆の嫡男として誕生。永享12年（1440年）、父・親隆と共に結城合戦での軍忠を室町幕府6代将軍・足利義教から賞されている。寛正4年（1463年）、那須資房や宇都宮義員らと交戦し勝利するも、縄釣原の戦いでは資房に大敗を喫した。
家督を継いだ当初は隠居した父・親隆と共同統治する。文明17年（1485年）、佐竹氏領の砥上某の車城、大塚成貞の龍子山城を攻め落としている。
文亀2年（1502年）、佐竹義舜に助力し山入氏義討伐に協力した。また、白河結城氏の内訌や古河公方家の内紛（永正の乱）に乗じ、これに介入し勢力を広げ、岩城氏の全盛期を築き上げた。
子・盛隆に家督を譲ったがまもなく当主は盛隆の弟・由隆に代わり、常隆は父・親隆と同様、隠居として由隆と岩城氏を共同統治した。永正11年（1514年）に那須氏（上那須氏）で内紛が勃発し、那須資永（結城顕頼の弟）が自刃に追い込まれ、那須政資（下那須氏当主那須資房の子）が上那須氏の当主になると、結城顕頼の求めに応じ那須氏を攻めたものの戦果は挙げられず、縁戚関係を結んで那須氏と和睦したとされる。